# بيرسي وايت (لاعب دوري الرغبي)
بيرسي وايت (بالإنجليزية: Percy White)‏ هو لاعب دوري الرغبي أسترالي، ولد في 1888 في بادينغتون ‏ في أستراليا، وتوفي في 24 أبريل 1918 في Villers-Bretonneux ‏ في فرنسا.